# Terry Pathmanathan
Terry Pathmanathan (Singapur; 9 de febrero de 1956) es un exfutbolista y entrenador de fútbol de Singapur que jugaba en la posición de defensa. Desde el 2015 es el gerente general del Consejo de Deportes de Singapur.

## Carrera

### Club
| Periodo   | Club               |
| --------- | ------------------ |
| 1978–1981 | Singapore FA       |
| 1982–1987 | Pahang FA          |
| 1988–1992 | Singapore FA       |
| 1996      | Tampines Rovers FC |

### Selección nacional
Jugó para Singapur en 77 partidos entre 1979 y 1992 sin anotar goles, participó en la Copa Asiática 1984 y en los Juegos Asiáticos de 1990.

### Entrenador
| Periodo   | Club                    |
| --------- | ----------------------- |
| 2009–2010 | Young Lions FC          |
| 2011–2012 | Tanjong Pagar United FC |

## Logros

### Club
- Liga Premier de Malasia: 1

1987
- Copa de Malasia:

1980, 1983

### Individual
- Futbolista de Año en Malasia en 1983.
- Futbolista Singapurense del Año en 1992.